# Bukovec (okres Košice-okolí)
Bukovec (maďarsky Idabukóc, německy Bukowetz) je obec na Slovensku v okrese Košice-okolí. Žije v něm 881 obyvatel.

## Historie
První písemná zmínka o vesnici pochází z roku 1347. Do uzavření Trianonské smlouvy byla obec součástí Uherska, poté byla součástí první československé republiky. V letech 1938 až 1945 byla na základě první vídeňské arbitráže součástí Maďarského království.

## Přírodní poměry
Přes obec protéká řeka Ida, která pramení pod Bílým kamenem (1134,5 m) v blízkosti Kojšovské hole. Nad Bukovcem se nachází velká Bukovecká nádrž sloužící jako zásobárna pitné vody pro Košice a okolí. Pod Bukovcem je malá Bukovecká nádrž, která slouží jako nouzová zásobárna užitkové vody pro firmu U. S. Steel Košice a je přístupná veřejnosti pro rekreační účely.
| Plocha               | %     | (ha)    |
| -------------------- | ----- | ------- |
| Orná půda            | 13,52 | 146,73  |
| Louky a pastviny     | 9,45  | 102,56  |
| Zahrady, ovocné sady | 2,67  | 28,99   |
| Lesy                 | 58,83 | 638,38  |
| Vodní plochy         | 6,51  | 70,66   |
| Zastavěné plochy     | 4,90  | 53,19   |
| Ostatní              | 4,11  | 44,63   |
| Celkem:              |       | 1085,16 |

## Společnost
V Bukovci škola není, žáci navštěvují 3 kilometry vzdálenou základní školu v obci Malá Ida. V obci se nachází klub důchodců s názvem Veselí penzisti, který byl založen v době nástupu starosty Juraje Petrova do funkce. Možnost sportování a odpočinku je v rekreačním středisku Viktoria u jezera Bukovec.

## Pamětihodnosti
- Jeden kilometr západně od vesnice se nachází nevelké zbytky zaniklého hradu Bukovec.

## Galerie

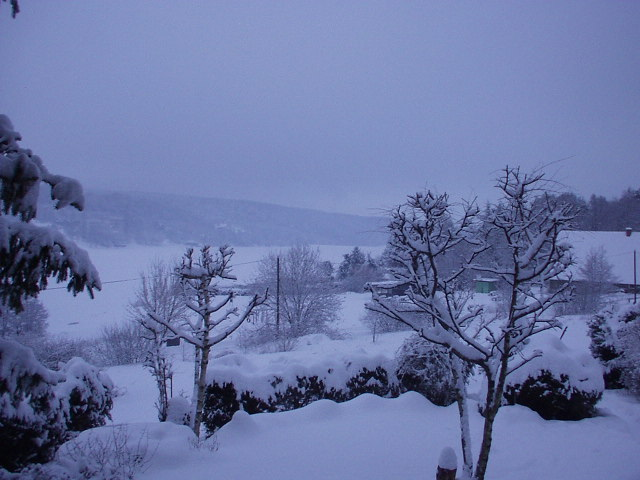
Bukovec v zimě
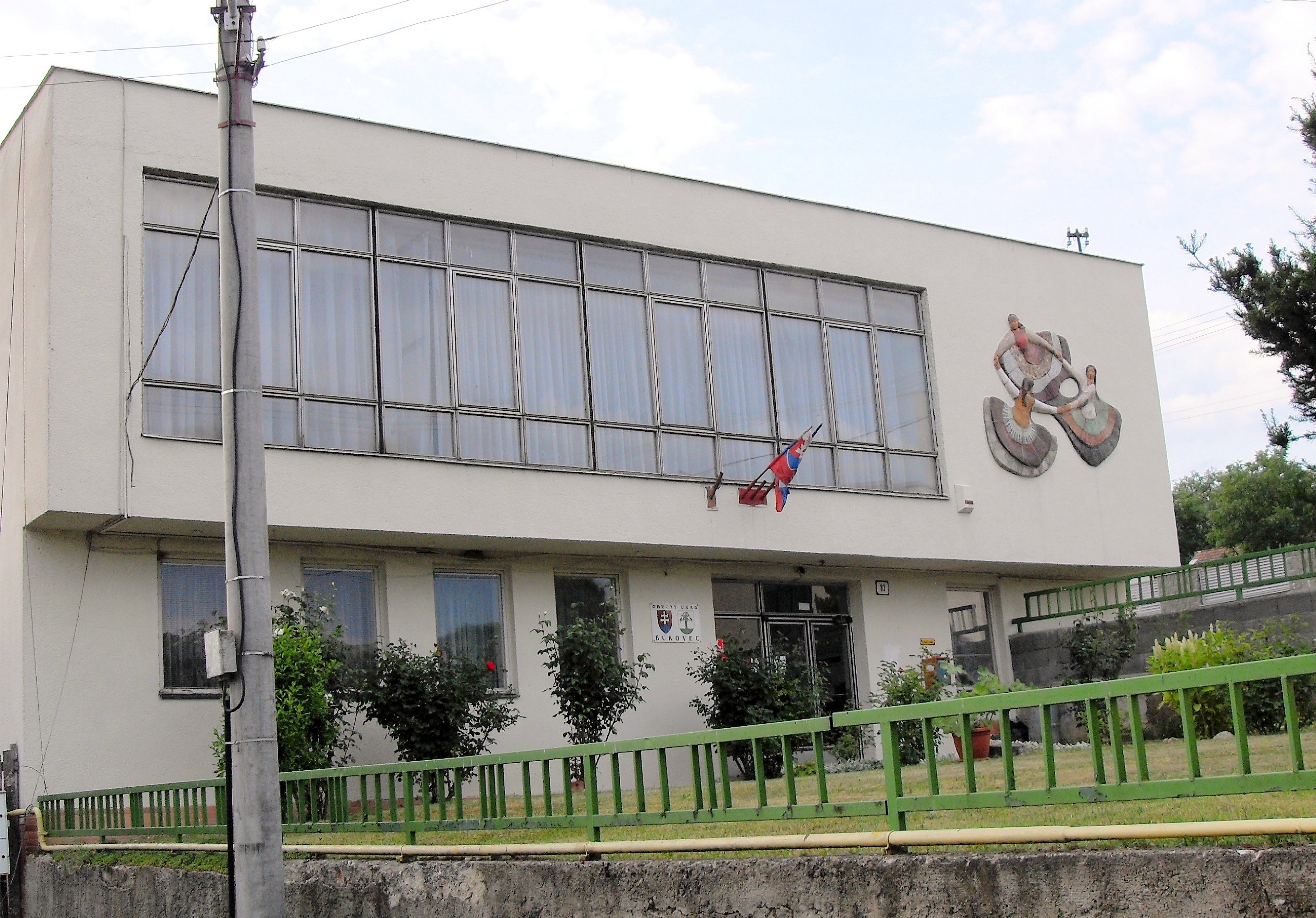
Obecní úřad
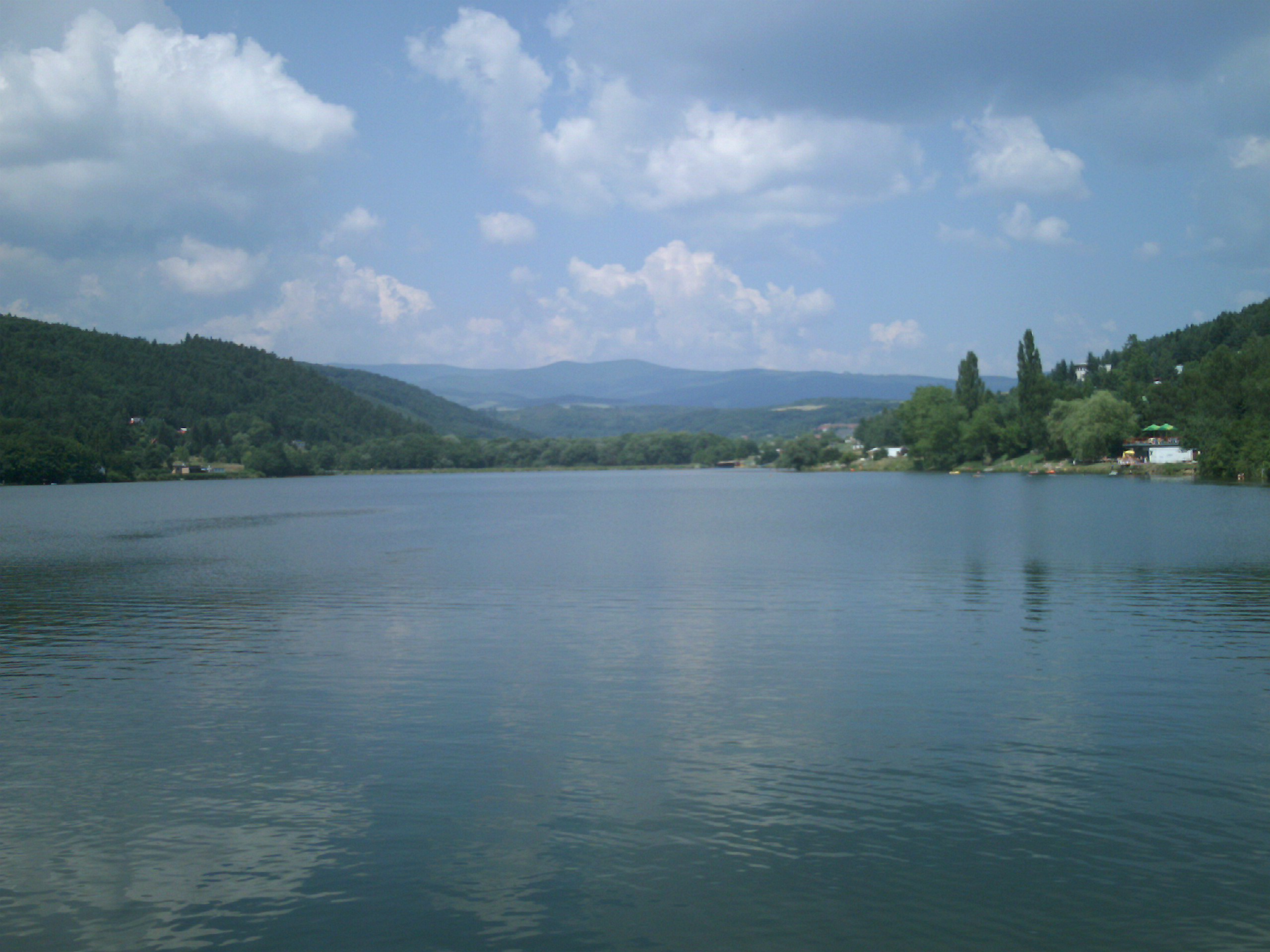
Vodní nádrž Bukovec